# 離水三尺工作室
離水三尺工作室，是台灣的遊戲開發團隊，由小望、央央以及SFF三人組成，開發作品有2018年推出的《東周列萌志》。

## 介紹
該遊戲開發團隊的組成原因在於《東周列萌志》的遊戲開發。遊戲製作人小望著迷於先秦的哲學思想，因此想將諸子學說的思想魅力介紹給大眾，並在批踢踢2上表達自己想要製作這一類型的戀愛遊戲，後來被自己的朋友也就是現任的離水三尺工作室的遊戲美術SFF看到，並表示願意負責遊戲美術的製作。《東周列萌志》的開發過程中的某一日，小望巧遇大學同系學妹也是現任離水三尺工作室的遊戲音樂製作以及企劃人的央央，小望原本就知道央央理解國樂這方面的領域，因此詢問她是否願意擔任製作《東周列萌志》的遊戲音樂，雖為隨便詢問，但央央卻出乎意料地答應願意參與這項製作，後來離水三尺工作室的主要成員構成也因此成形，但因為該團隊的成員人數較少因此成員們都會身兼多職，很多遊戲開發部分也會交由外包團隊處理。
離水三尺工作室會以「離水三尺」為名稱的原因是因為遊戲製作人小望中的「望」字源自於太公望，而小望喜歡太公望再加上遊戲美術SFF另外名稱叫小魚的關係團隊就想到了「太公望釣魚，離水三尺，願者上鉤」這一句話，因此團隊名稱就取名為離水三尺工作室。

## 成員
小望
職務：遊戲製作人、編劇
年齡三十六歲，本名謝琬婷，曾於國立台灣大學中文學系就讀大學和研究所，也曾於大宇資訊擔任遊戲企劃兩年，喜歡中國古典文學、先秦哲學思想以及電子遊戲。
SFF
職務：遊戲美術
曾就讀於國立台灣大學資訊工程學系，另外一個名稱叫小魚，曾因為知道小望在批踢踢2表達自己想要製作先秦哲學思想相關的戀愛遊戲而願意擔任開發團隊以及作品《東周列萌志》的遊戲美術。
央央
職務：遊戲音樂製作
曾於國立台灣大學中文學系就讀，是小望的學妹，了解國樂這一方面的領域，曾在國立台灣大學的研究室中巧遇小望並被詢問是否願意擔任《東周列萌志》的音樂製作，後來央央答應並同時成為離水三尺工作室的成員之一。

## 外部連結
- 離水三尺工作室兼作品《東周列萌志》之官方網站 （页面存档备份，存于）